# Wildpark Donsbach
Koordinaten: 50° 43′ 7″ N, 8° 14′ 27″ O
Der Wildpark Donsbach ist ein 1970 gegründeter Wildpark im Ortsteil Donsbach der Stadt Dillenburg in Hessen.

## Geschichte und Bestand
Der Park geht auf den Thiergarten Donsbach zurück, der 1640 durch die Nassau-Dillenburger Grafen errichtet wurde. Dort wurden im Jahr 1713 etwa 1000 Wildtiere gehalten.
Heute sind auf 21 Hektar Rotwild, Steinböcke, Sikahirsche, Europäische Mufflons, Damhirsche, weißes Damwild, Gämsen, Wildschweine, Esel, Hängebauchschweine und Nandus zu sehen. Im Streichelzoo gibt es Kaninchen und Zwergziegen. Mit dem Formosa-Sikahirsch gehört der Wildpark zu den wenigen Tiergehegen, die diese vom Aussterben bedrohte taiwanesische Unterart besitzen. Eine Besonderheit auf dem Zoo-Areal ist eine meterdicke Baumverwachsung, der „Mandersbacher Knorz“. Es gibt einen naturnahen Spielplatz sowie Gastronomie an einem Kiosk mit Außensitzplätzen und in der Oranienhütte.